# Ezer Weizman
Ezer Weizman (sinh ngày 15 tháng 6 năm 1924 - mất ngày 24 tháng 4 năm 2005) là Tổng thống thứ bảy của Israel, lần đầu tiên được bầu vào năm 1993 và tái đắc cử vào năm 1998. Trước chức vụ Tổng thống, Weizman là chỉ huy của Không quân Israel và Bộ trưởng Bộ Quốc phòng.

## Tiểu sử
Weizman sinh ra ở Tel Aviv thuộc Ủy trị Palestine thuộc Anh vào ngày 15 tháng 6 năm 1924. Cha của ông, Yechiel, là một nhà nông học. Weizman là cháu trai của tổng thống đầu tiên của Israel là Chaim Weizmann.
Ông lớn lên ở Haifa, và theo học tại trường Hebrew Reali. Anh kết hôn với Reuma Schwartz, em gái của Ruth Dayan, vợ của Moshe Dayan, và họ có hai con, Shaul và Michal.
Weizman là một phi công chiến đấu. Ông đã được đào tạo trong Quân đội Anh, trong đó ông gia nhập vào năm 1942 trong Thế chiến II. Ông phục vụ như là một lái xe tải trong các chiến dịch Sông Tây ở Ai Cập và Libya. Năm 1943, ông gia nhập Không quân Hoàng gia Anh (RAF) và tham dự trường hàng không ở Rhodesia. Ông phục vụ với Không quân Hoàng gia ở Ấn Độ vào đầu năm 1944. Weizman kết thúc dịch vụ của mình trong Không quân Hoàng gia như là một phi công trung sĩ.
Giữa năm 1944 và 1946, ông là một thành viên của Irgun dưới đất trong Ủy trị Palestine. Từ năm 1946 đến năm 1947, ông nghiên cứu về hàng không ở Anh.

## Binh nghiệp

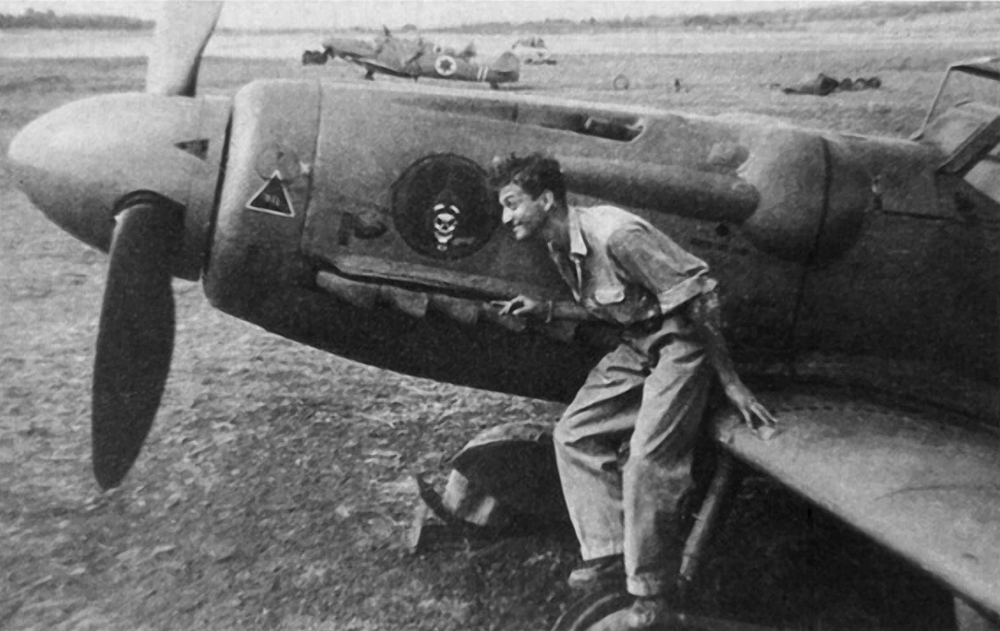
Weizman ngồi trên gốc cánh của một chiếc Avia S-199, một phiên bản Séc của Bf 109.

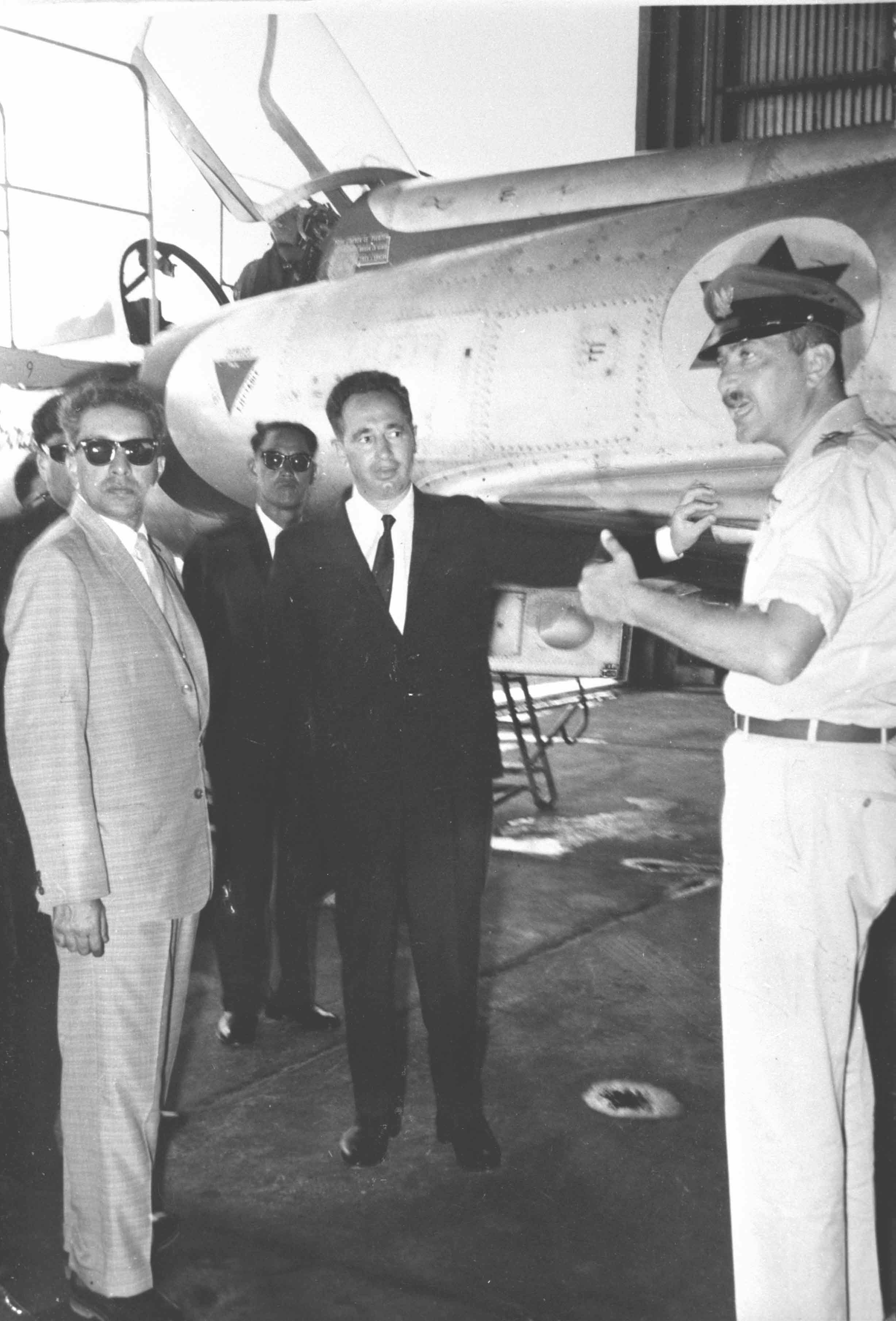
Vua Mahendra của Nepal (trái) thăm Israel, cùng với Shimon Peres, Bộ trưởng Bộ Quốc phòng (giữa), và Tư lệnh Không quân Ezer Weizman (phải) năm 1958.

Sau khi thành lập Nhà nước Israel, Weizman là phi công cho Haganah trong Chiến tranh Ả-rập-Do Thái năm 1948. Ông là chỉ huy của Không quân Negev gần Nir-Am. Vào tháng 5 năm 1948, ông đã học lái máy bay Avia S-199 tại căn cứ không quân České Budějovice ở Tiệp Khắc (Chiến dịch Balak) và tham gia vào chiến dịch máy bay chiến đấu đầu tiên của Israel (thực hiện bởi "phi đội chiến đấu đầu tiên"), một cuộc tấn công mặt đất vào đội quân Ai Cập tiến về phía Ad Halom gần thị trấn Ả Rập Isdud phía nam Tel Aviv. Trong một cuộc giao chiến giữa máy bay RAF của Israel và Anh vào ngày 7 tháng 1 năm 1949, ông đã lái một trong bốn máy bay chiến đấu Spitfire của Israel đã tấn công 19 máy bay chiến đấu của Anh, đang trong sứ mệnh cứu hộ ở Ai Cập tìm kiếm bốn chiếc máy bay đã bị phá hủy trong một cuộc tấn công IAF sớm hơn. Một chiếc Hawker Tempest của RAF đã bị IAF bắn rơi, dẫn đến phi công thiệt mạng. Do sự thất bại của các thủy thủ đoàn trên mặt đất, phần lớn máy bay RAF không được vũ trang. Weizman tham gia Lực lượng Quốc phòng Israel và từng là Cục trưởng tác chiến của Tổng Tham mưu. Năm 1951, ông theo học tại Trường Cao đẳng Tham mưu RAF, Andover ở Anh. Khi trở về, ông trở thành chỉ huy của Ramat David.
Ông từng là Tư lệnh Không quân Israel từ năm 1958 đến năm 1966, và sau đó là Phó Tổng tham mưu trưởng. Ông đã chỉ đạo các cuộc không kích vào buổi sáng sớm chống lại căn cứ không quân Ai Cập, kết quả là đưa cho Israel tổng số không khí ưu thế tổng lực không quân trên chiến trường Sinai bằng cách hoàn toàn tiêu diệt Không lực Ai Cập trong 3 giờ. Tổng cộng 400 chiếc máy bay đối phương đã bị Không lực Israel phá hủy vào ngày đầu tiên của chiến tranh 6 ngày.
Năm 1966, ông giám sát sự đào tào của một phi công chiến đấu Iraq và máy bay chiến đấu MiG của ông đã cho Israel thông tin tình báo quan trọng.
Mặc dù ông trở thành Phó Tổng Tham mưu của IDF năm 1966, ông đã nghỉ hưu từ năm 1969.

## Sự nghiệp chính trị
Khi nghỉ hưu từ quân đội, Weizman gia nhập đảng Gahal cánh hữu. Ông là Bộ trưởng Giao thông vận tải trong chính phủ thống nhất của Levi Eshkol cho đến khi Gahal rời khỏi liên minh vào năm 1970. Weizman bỏ Gahal năm 1972, nhưng trở lại vào năm 1976, vào thời điểm đó nó đã trở thành Likud.
Năm 1977, ông trở thành Bộ trưởng Quốc phòng dưới Menachem Begin. Trong nhiệm kỳ của mình, Israel phát triển máy bay chiến đấu IAI Lavi và tiến hành chiến dịch Litani chống lại PLO ở miền Nam Lebanon. Trong quá trình phẫu thuật này, con trai của ông ta, Saulơ, bị chấn thương sọ từ một viên đạn súng bắn tỉa đã khiến ông rơi vào trạng thái sống thực vật.
Sau khi Donald Neff viết một bài báo cho Tạp chí Time về một sự cố tại Beit Jala, nơi một trường học bị bao vây, các cánh cửa đóng lại và hộp chứa khí đốt bắn vào nó, Weizman đã có một ủy ban điều tra các tuyên bố Palestine đó là một chiến dịch của quân đội Israel chống lại thanh niên trong Bờ Tây dẫn tới việc nhiều người Palestine gãy tay chân và cạo đầu. Khi ủy ban xác nhận rằng câu chuyện Beil Jala là đúng, ông đã sa thải Thống đốc quân sự của Bờ Tây, Chuẩn tướng David Hagoel, vì ngược đãi người Palestine.
Theo thời gian, quan điểm của Weizman đã trở nên rõ ràng hơn. Sau chuyến viếng thăm Anwar Sadat vào năm 1977, Weizman (người nói tiếng Ả Rập) phát triển mối quan hệ gần gũi với ông ta và các nhà đàm phán Ai Cập Boutros Boutros-Ghali và Hosni Mubarak. Sadat đã được trích dẫn như sau: "Weizman là nhân vật duy nhất của Israel mà tôi có thể giải quyết... Anh ấy là em trai của tôi." Các mối quan hệ này là một nhân tố quyết định trong các cuộc đàm phán, kết thúc vào năm 1978 của Hiệp định David, Một hiệp ước hòa bình với Ai Cập vào năm sau.
Tháng 5 năm 1980, Weizman bỏ chính phủ. Ông đã cân nhắc việc thành lập một bữa tiệc mới với ông Moshe Dayan, dẫn đến việc ông lật đổ Likud. Trong bốn năm tiếp theo, ông đặt nền chính trị bị giữ lại và bước vào thế giới kinh doanh.
Năm 1984, ông thành lập một đảng mới, Yahad, giành 3 ghế trong cuộc bầu cử năm 1984. Đảng đã tham gia vào một chính phủ đoàn kết toàn dân, trong đó Shimon Peres và Yitzhak Shamir làm thủ tướng xoay quanh. Vào tháng 10 năm 1986, Yachad sáp nhập với Alignment, sau khi Mapam và Yossi Sarid rời đi. Từ năm 1984 đến năm 1990, Weizman là Bộ trưởng Bộ Ngoại giao và Bộ trưởng Bộ Khoa học và Công nghệ. Năm 1992, Tổ chức Alignment trở thành Công đảng của Israel.

## Tổng thống

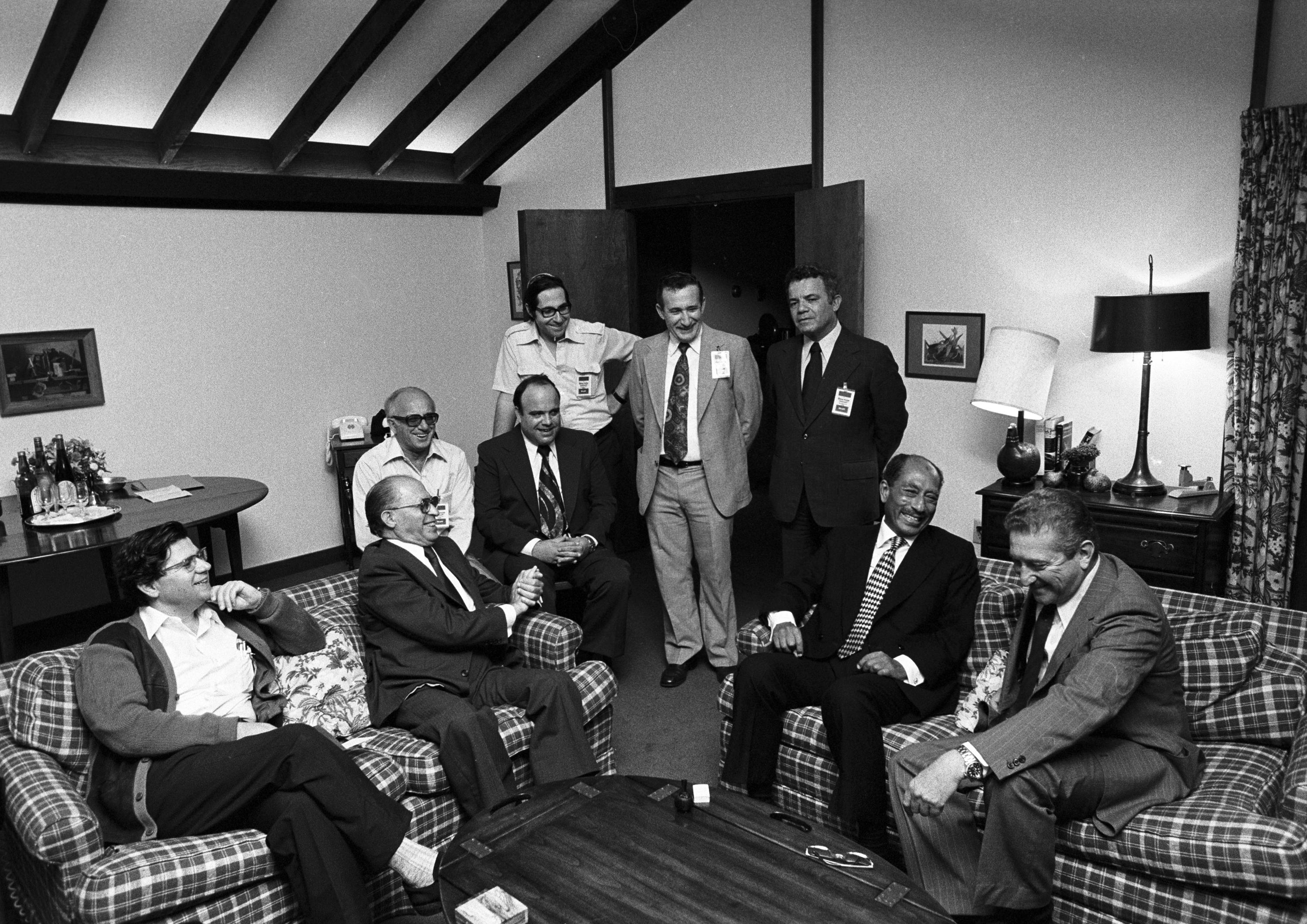
Một cuộc họp tại trại David với (l-r) Aharon Barak, Menachem Begin, Anwar Sadat, và Ezer Weizmann, 1978

Vào ngày 24 tháng 3 năm 1993, Knesset đã bầu Weizman, tỷ lệ phiếu đa số 66-53 (đối với Dov Shilansky, ứng cử viên Likud), làm tổng thống tiếp theo của Israel. Ông giữ chức vụ Tổng thống vào ngày 13 tháng 5 năm 1993.
Năm 1996, nhằm thúc đẩy quá trình hòa bình, Weizman đã mời Yasser Arafat tới thăm nhà riêng tại Caesarea. Năm 1999, ông gặp lãnh đạo DFLP Nayef Hawatmeh, tuyên bố: "Tôi thậm chí còn chuẩn bị để gặp ma quỷ nếu nó giúp [mang lại hòa bình]."  Ông ủng hộ việc rút quân khỏi Cao nguyên Golan để đổi lấy hòa bình với Syria, Vẽ những lời chỉ trích từ các đảng cánh hữu.
Vào cuối năm 1999, tờ báo đưa ra cáo buộc rằng Weizman đã chấp nhận một khoản tiền lớn từ các doanh nhân trước khi trở thành tổng thống, nhưng không báo cáo điều này cho các cơ quan có thẩm quyền. Vì thời hiệu đã hết hạn Weizman không bị truy tố, nhưng cuộc tranh cãi đã buộc ông phải từ chức. Việc Weizman từ chức đã có hiệu lực vào ngày 13 tháng 7 năm 2000.

## Qua đời
Weizman chết vì suy hô hấp tại nhà mình ở Caesarea vào ngày 24 tháng 4 năm 2005, ở tuổi 80. Ông ta không được chôn cất trên núi Herzl, nơi các vị tổng thống và thủ tướng của Israel thường được an táng, nhưng được an táng cùng với con trai và con dâu của ông ở Or Akiva.